# Жданов, Дмитрий Александрович (футболист)
Дмитрий Александрович Жданов (28 марта 1977, Москва, СССР) — российский футболист, выступавший на позиции полузащитника. Сыграл 11 матчей в российском высшем дивизионе.

## Карьера
Воспитанник московского «Динамо». Профессиональную карьеру начал в «Автомобилисте» Ногинск. В 1999 году перешёл в ярославский «Шинник», за который в чемпионате России дебютировал 29 мая в выездном матче 9-го тура против «Сатурна», выйдя на 46-й минуте встречи на замену Алексею Боброву. В том сезоне «Шинник» покинул высший дивизион, а Жданов вернулся в «Автомобилист». В 2001 году играл за любительский клуб «Пресня», а в 2002—2003 годах за «Алмаз». Завершил профессиональную карьеру в 2005 году в московском «Титане», за который провёл 13 матчей и забил один гол во втором дивизионе.